# Мумлаанткари
Мумлаанткари (груз. მუმლაანთკარი) — село в Грузии, на территории Горийского муниципалитета края (мхаре) Шида-Картли.

## География
Село находится в центральной части Грузии, к западу от реки Меджуды, на расстоянии приблизительно 15 километров (по прямой) к северо-востоку от города Гори, административного центра муниципалитета. Абсолютная высота — 807 метров над уровнем моря.

## Население
По результатам официальной переписи населения 2014 года в Мумлаанткари проживало 112 человек (64 мужчины и 48 женщин). В национальной структуре населения грузины составляли 100 %.
| Год  | Население, человек |
| ---- | ------------------ |
| 2002 | 208                |
| 2014 | ↘ 112              |